# Stary Załom
Rezerwat przyrody „Stary Załom” – rezerwat florystyczny w województwie zachodniopomorskim, w powiecie wałeckim, w gminie Człopa, na zachodniej części półwyspu północnego brzegu jeziora Załom, 5 km na zachód od Człopy. Został utworzony zarządzeniem Ministra Leśnictwa i Przemysłu Drzewnego z dnia 30 grudnia 1966. Zajmuje powierzchnię 5,44 ha (akt powołujący podawał 0,95 ha, w 2004 rezerwat powiększono do 5,62 ha).
Rezerwat położony jest na terenie Obszaru Chronionego Krajobrazu Puszcza nad Drawą oraz w otulinie Drawieńskiego Parku Narodowego, po jego wschodniej stronie. Ponadto leży w granicach dwóch obszarów Natura 2000: specjalnego obszaru ochrony siedlisk „Uroczyska Puszczy Drawskiej” PLH320046 i obszaru specjalnej ochrony ptaków „Lasy Puszczy nad Drawą” PLB320016.
Celem ochrony jest zachowanie ekosystemu zróżnicowanej siedliskowo i biocenotycznie murawy kserotermicznej oraz łąk zmiennowilgotnych na podłożu węglanowym z bogatymi stanowiskami roślin chronionych, zagrożonych wyginięciem i rzadkich, zwłaszcza z turzycą ptasie łapki (Carex ornithopoda).
Rezerwat leży na terenie Nadleśnictwa Człopa. Nadzór sprawuje Regionalny Konserwator Przyrody w Szczecinie. Na mocy obowiązującego planu ochrony ustanowionego w 2007 roku, obszar rezerwatu objęty jest ochroną ścisłą na powierzchni 2,14 ha oraz ochroną czynną na powierzchni 3,48 ha.